# Lachete
Il Lachete, che fa parte della quinta tetralogia con Carmide, Teage e Liside, è un dialogo di Platone incentrato sul tema della virtù.
È un dialogo areteico (cioè incentrato sulla virtù), definitorio (che cerca di definire cosa sia, nella sua interezza o in parte) e aporetico, cioè in cui non si arriva a nessuna conclusione definitiva. È inoltre un tipico dialogo apologetico, in cui cioè Platone tende a rappresentare Socrate come pieno di virtù (qui lo si definisce coraggioso, per parola dello stesso Lachete) per combattere gli opuscoli che giravano dopo la sua morte. Da ciò nascerà una teoria per giustificare la sua aporeticità: esso sarebbe stato scritto (come gli altri dialoghi aporetici) solo per esaltare le virtù di Socrate.

## Trama
Ambientato tra il 424 a.C. (data della battaglia di Delio) e il 418 a.C. (data della battaglia di Mantinea, in cui morì Lachete), il dialogo inizia con l'invito di Lachete e Nicia, da parte di Lisimaco e Melesia, ad osservare un'esibizione, cioè un combattimento in armi pesanti ben diverso dall'addestramento militare; preoccupati della sorte dei propri figli, Lisimaco e Melesia non vogliono ripetere gli errori che i loro padri fecero con loro, e dedicarsi totalmente alla loro cura; è il caso di insegnare questa disciplina ai giovani? Per Nicia sì: oltre a essere utile in guerra, darà loro interesse per la strategia, la tattica e quant'altro vi è connesso; insomma, è propedeutica. Lachete, dal canto suo, poco addentrato nella filosofia (essendo un generale) ne guarda l'aspetto più materiale, quello bellico: nessun praticante di questa disciplina ha mai dimostrato nulla in lotta, anzi, ha mostrato ignoranza delle regole della stessa o mancanza di coraggio.
Per Lachete, se un vigliacco è reso più temerario dalla conoscenza di quest'arte, finirà in situazioni più grandi di lui, da cui uscirà con la vigliaccheria.
Se invece avesse davvero coraggio e possedesse quest'arte, ogni occhio sarebbe puntato su di lui, e al suo minimo sbaglio sarebbe deriso, dato che è malvisto chi pretende di conoscere quest'arte. A meno che non sia carico di virtù, cioè capacità in guerra, o di eliminare i propri errori. Solo se qualcuno conoscesse quest'arte, avesse coraggio e non sbagliasse mai, insomma, potrebbe salvarsi da un giudizio negativo. Per Lachete quest'arte non fa che compromettere le possibilità che un uomo coraggioso e predisposto alla lotta avrebbe di suo.
Lisimaco e Melesia chiedono dunque a Socrate di arbitrare il diverbio di opinioni, ma egli rifiuta: trattandosi della sorte dei loro figli, sarebbe poco saggio affidarsi alla maggioranza, cioè al giudizio dei più a prescindere dalla loro competenza (tema ricorrente dei dialoghi platonici, ma sarà espresso più compiutamente nel dialogo La Repubblica). Serve un maestro, ma di cosa? Per Socrate ci si sta occupando dell'arte della lotta solo in virtù del bene che essa apporta all'animo dei giovani, pertanto è di questo che si deve ragionare: di ciò che effettivamente migliori l'anima. E se c'è un sapiente in quest'arte, lo provi (come di consueto nel dialogo socratico) mostrando chi ha saputo rendere migliore se l'ha imparata da sé (parallelo con Pericle nell'Alcibiade primo) o la persona da cui l'ha imparata se gli è stata insegnata. Se non sappiamo cosa sia la virtù, cioè quello che fa migliorare l'anima, come potremmo insegnarla? Esaminiamo dunque se Lachete e Nicia sanno cosa essa sia; solo chi di loro due lo saprà sarà un valido consigliere. Ma chiedergli di esaminare tutta la virtù sarebbe un compito improbo, perciò ci si limiti a esaminarne una parte: il coraggio, giacché è quest'ultimo che apporterebbe il combattimento in armi, se decidessimo di farlo imparare.
Lachete non riesce dapprima a definirlo e porta esempi, come chi non fugge (ma c'è chi è coraggioso fuggendo, come Socrate e gli spartani, che combattevano ritirandosi e riattaccando dopo che le file dei nemici si fossero sfaldate per inseguirli). Poi afferma che sia fermezza dell'anima insieme all'assennatezza: abbiamo convenuto che il coraggio fosse una cosa bella, mentre la dissennatezza non lo è. Ergo insieme ad essa non lo sarebbe. Eppure Lachete conviene di ritenere più coraggioso chi sta fermo anche sapendo che potrebbe morire, rispetto a chi sta fermo sapendo di vincere, magari perché può contare sull'imminente arrivo di rinforzi.
Si chiede a Nicia di intervenire: per lui il coraggio è sapienza, la scienza delle cose da temere e di quelle da osare, in ogni campo; Lachete obietta: allora anche il medico è coraggioso, perché sa che è da temere il prendere freddo e non da temere l'uscire ben coperti? No; il medico ha scienza di cosa è sano e cosa non lo è; il coraggioso, invece, ha scienza di quando è da temere il morire o il vivere.
Socrate prende la parola: se il coraggio è sapienza, allora non sono coraggiose bestie come il leone, non essendo pensanti? Nicia acconsente: non lo sono, come non lo sono i bambini che fanno cose pericolose perché non capiscono cosa stiano facendo. Coloro che il popolo chiama coraggiosi sono temerari, mentre chi agisce con massima assennatezza è coraggioso. Qui inizia l'interrogazione socratica che mette in crisi il discorso di Nicia: si è convenuto che il coraggio fosse una parte della virtù;
1. la cosiddetta scienza delle cose da temere e di quelle da osare si riduce a:
  - scienza di cosa provoca timore e di cosa no
2. provoca timore il male a venire e non lo provoca il bene a venire
3. quindi secondo Nicia il coraggio è scienza dei beni e dei mali a venire

Eppure in tutti i campi in cui vi sia scienza, questa è la medesima sia che si parli delle cose passate, che di quelle presenti, che di quelle future: se per Nicia il coraggio è scienza dei beni o dei mali futuri, allora ci ha dato solo un terzo del coraggio, prima. Se invece vuole modificare la sua risposta in "scienza dei beni e dei mali passati, presenti e futuri" infrangerebbe la sua convinzione che il coraggio fosse solo una parte della virtù: come farebbe a non essere virtuoso chi conosce il bene o il male in ogni sua forma, del passato, del presente come del futuro? E se così fosse, potrebbe mancare di temperanza, saggezza e quant'altro?
Epilogo del Lachete: Platone (probabilmente per apologia nei confronti di Socrate) lascia convenire tutti i partecipanti al dialogo sul punto che quest'ultimo sia il solo capace di insegnare qualcosa ai figli di Lisimaco e Melesia. Socrate cerca di eludere con la consueta ammissione d'ignoranza, ma come nel Teagete egli viene convinto di malavoglia a prendersi cura dei giovani.

## Interpretazioni
Friedrich Schleiermacher sosteneva che Platone tramite l'aporia stimolasse il lettore a dare le proprie conclusioni, facendo così le veci di Socrate, cioè della levatrice (ricordiamo che egli amava definirsi così: levatrice di coscienze, lo stesso mestiere che faceva la madre). Altri, come Polenz, sostenevano che l'aporeticità di questi dialoghi fosse dovuta alla crisi del periodo socratico di Platone; egli maturando sviluppava nuove idee sul concetto di scienza che il tipico approccio socratico non gli consentiva più di analizzare. Ciò è avvalorato dal fatto che nel Lachete si tenti di definire il coraggio come "scienza dei mali e dei beni". Altre teorie comunque affermano che l'aporeticità di questi dialoghi sia dovuta a scelta di Platone, il quale (come Socrate) abortiva una teoria quando si trovava di fronte a un interlocutore non ancora pronto.